# Oppo Reno4
Oppo Reno4 — лінійка смартфонів, розроблених компанією OPPO, що входять у серію Reno. Лінійка складається з Oppo Reno4, Reno4 5G, Reno4 Pro та Reno4 Pro 5G і є наступницею лінійки Reno3. Oppo Reno4 5G та Reno4 Pro 5G були представлені 6 червня 2020 року. Oppo Reno4 був представлений 29 липня 2020 року, а Reno4 Pro — 31 липня того ж року.
В Україні офіційно продається тільки Oppo Reno4 Pro, який був представлений 1 жовтня 2020 року разом з Oppo Reno4 Lite. Моделі мають швидку зарядку, найпотужнішу мають Reno4 5G, 4 Pro та 4 Pro 5G — на 65 Вт, 60 % за 15 хв, 100 % за 36 хв заряджає батарею 4000 мА·год.

## Дизайн
Екран виконаний зі скла Corning Gorilla Glass 5. У Reno4 та 4 Pro корпус виконаний з пластику. У Reno4 5G задня панель виконана зі скла Gorilla Glass 3, а в 4 Pro 5G — Gorilla Glass 5. Бокова частина 5G-моделей виконана з алюмінію.
У 4G версій знизу знаходяться роз'єм USB-C, динамік, мікрофон та 3.5 мм аудіороз'єм. У 5G версій знизу знаходяться роз'єм USB-C, динамік, мікрофон та слот під 2 SIM-картки. Зверху розташований другий мікрофон. У 4G версій зверху також розташований гібридний слот під 2 SIM-картки або 1 SIM-картку і карту пам'яті формату microSD до 256 ГБ. З лівого боку розміщені кнопки регулювання гучності. З правого боку розміщена кнопка блокування смартфону.
Oppo Reno4 продається в кольорах Галактичний синій та Space Black (чорний).
Oppo Reno4 Pro продається в кольорах Галактичний синій та Зоряна ніч (чорний).
Oppo Reno4 5G продається у 3 кольорах: Галактичний синій, Space Black (чорний) та фіолетовий.
Oppo Reno4 Pro 5G продається у 5 кольорах: Галактичний синій, Space Black (чорний), білий, рожевий та зелений.

## Технічні характеристики

### Платформа
4G-моделі отримали процесор Qualcomm Snapdragon 720G та графічний процесор Adreno 618.
5G-моделі отримали процесор Qualcomm Snapdragon 765G та графічний процесор Adreno 620.

### Батарея
Oppo Reno4 отримав батарею об'ємом 4015 мА·год та підтримку швидкої зярядки VOOC 4.0 потужністю 30 Вт.
Всі інші моделі отримали батарею об'ємом 4000 мА·год та підтримку швидкої зярядки SuperVOOC 2.0 потужністю 65 Вт.

### Камери

#### Основна камера
Reno4 та 4 Pro отримали основну квадрокамеру 48 Мп, f/1.7 (ширококутний) з фазовим автофокусом + 8 Мп, f/2.2 (ультраширококутний) + 2 Мп, f/2.4 (макро) + 2 Мп, f/2.4 (сенсор глибини).
Reno4 5G отримав основну потрійну камеру 48 Мп, f/1.7 (ширококутний) з фазовим автофокусом + 8 Мп, f/2.2 (ультраширококутний) + 2 Мп, f/2.4 (сенсор глибини).
Reno4 Pro 5G отримав основну потрійну камеру 48 Мп, f/1.7 (ширококутний) з фазовим і лазерним автофокусом та оптичною стабілізацією + 13 Мп, f/2.4 (телеоб'єктив) з 2x оптичним зумом + 8 Мп, f/2.2 (ультраширококутний) з автофокусом.
В усіх моделей основна камера вміє записувати відео у роздільній здатності 4K@30fps.

#### Передня камера
Reno4 5G отримав подвійну фронтальну камеру 32 Мп, f/2.4 (ширококутний) + 2 Мп, f/2.4 (сенсор глибини).
Усі інші моделі отримали фронтальну камеру 32 Мп, f/2.4 (ширококутний).
В усіх моделей передня камера вміє записувати відео у роздільній здатності 1080p@30fps.

### Екран
Reno4 отримав OLED екран, 6.4", FullHD+ (2400 × 1080) зі щільністю пікселів 411 ppi, співвідношенням сторін 20:9 та круглим вирізом під фронтальну камеру, що знаходиться зверху в лівому кутку
Reno4 5G отримав AMOLED екран, 6.44", FullHD+ (2400 × 1080) зі щільністю пікселів 409 ppi, співвідношенням сторін 20:9 та овальним вирізом під подвійну фронтальну камеру, що знаходиться зверху в лівому кутку.
Reno4 Pro отримав Super AMOLED екран, 6.5", FullHD+ (2400 × 1080) зі щільністю пікселів 402 ppi, співвідношенням сторін 20:9, частоту оновлення екрану 90 Гц та круглим вирізом під фронтальну камеру, що знаходиться зверху в лівому кутку.
Reno4 Pro 5G отримав AMOLED екран, 6.55", FullHD+ (2400 × 1080) зі щільністю пікселів 402 ppi, співвідношенням сторін 20:9, частоту оновлення екрану 90 Гц та круглим вирізом під фронтальну камеру, що знаходиться зверху в лівому кутку.
Усі моделі отримали вбудований в дисплей сканер відбитків пальців.

### Звук
Oppo Reno4 Pro 5G отримав стереодинаміки. Роль другого динаміка виконує розмовний. У всіх інших моделях стерео звук відсутній.

### Пам'ять
Oppo Reno4 продається в комплектації 8/128 ГБ.
Oppo Reno4 Pro та Reno4 5G продаються в комплектаціях 8/128 та 8/256 ГБ.
Oppo Reno4 Pro 5G продається в комплектаціях 8/128 та 12/256 ГБ.

### Програмне забезпечення
Смартфони були випущені на ColorOS 7.2 на базі Android 10. Були оновлені до ColorOS 11 на базі Android 11.